# Pata (músico)
Tomoaki Ishizuka (石塚 智昭, Ishizuka Tomoaki), conhecido pelo nome artístico Pata, é um músico japonês, mais conhecido por ser o guitarrista rítmico da banda de heavy metal X Japan. Até 1997, dividiu os trabalhos da guitarra no X Japan com hide, que faleceu logo após o fim da banda. Em 2007, quando o grupo se reuniu, o guitarrista escolhido para acompanhar Pata foi Sugizo, do Luna Sea. Em 2016, o X Japan diminuiu a frequência de suas atividades devido a complicações na saúde de Pata.
Fora do X Japan, Pata lançou dois álbuns solo e fundou em 2001 a banda Dope Headz com seu colega de banda Heath e o percussionista I.N.A do Spread Beaver (banda solo do hide). O grupo parou após o segundo álbum. Depois disso, Pata se juntou ao Ra:IN.

## Carreira

### 1980–1997: primeiras bandas e X Japan
Pouco se sabe sobre os primeiros anos de Pata, pois ele tende a manter seu passado e sua vida pessoal para si.
Ele aprendeu sozinho a tocar guitarra em uma Fender Stratocaster. Formou sua primeira banda em 1980, e dois anos depois criou a banda Black Rose, mais tarde conhecida como Judy, mas optou por separá-la em 1985 ou 1986. Antes de se separar, Yoshiki ocupou a bateria em várias apresentações. Pata na verdade pediu a Yoshiki para se juntar a Judy, já que na época o X Japan estava passando por mudanças de membros, mas ele recusou. De acordo com Yoko do United, Pata foi roadie do breve membro do X, Hally, e usou a guitarra de Hally quando ele se juntou ao X.
Pata tocou pela primeira vez com o X Japan (então chamado de X) em 1987 como músico de sessão, nas canções "Stab Me in the Back" e "No Connexion" para o sampler Skull Thrash Zone Volume I. Depois de apoiá-los em alguns shows ao vivo, ele se juntou oficialmente à banda no final daquele ano. Eles lançaram seu primeiro álbum, Vanishing Vision. em 1988 e fizeram extensas turnês para divulgá-lo. Eles se tornariam um dos primeiros artistas japoneses a alcançar o sucesso mainstream enquanto estavam em um selo independente, e mais tarde amplamente creditado como um dos pioneiros da cena musical visual kei.
O álbum de estreia de X em uma grande gravadora, Blue Blood, foi lançado em abril de 1989 e estreou em sexto lugar nas paradas da Oricon. Seu sucesso rendeu à banda o prêmio de "Novo Artista do Ano do Grand Prix" no 4° Japan Gold Disc Awards em 1990. Seu terceiro álbum, Jealousy, foi lançado em 1991 e estreou como número um, vendendo mais de 600.000 cópias. Posteriormente, foi certificado milhões pela RIAJ. Pouco depois do lançamento de Art of Life de 1993, que também chegou ao topo da Oricon, os membros do X Japan fizeram uma pausa para iniciar projetos solo. Dahlia, que se tornaria o último álbum da banda, foi lançado em 4 de novembro de 1996 e, mais uma vez, alcançou o primeiro lugar. Em setembro de 1997, foi anunciado que o X Japan se separaria, eles realizaram seu show de despedida, apropriadamente intitulado The Last Live, no Tokyo Dome em 31 de dezembro de 1997.

### 1993 – presente: carreira solo, Ra:IN e outros trabalhos

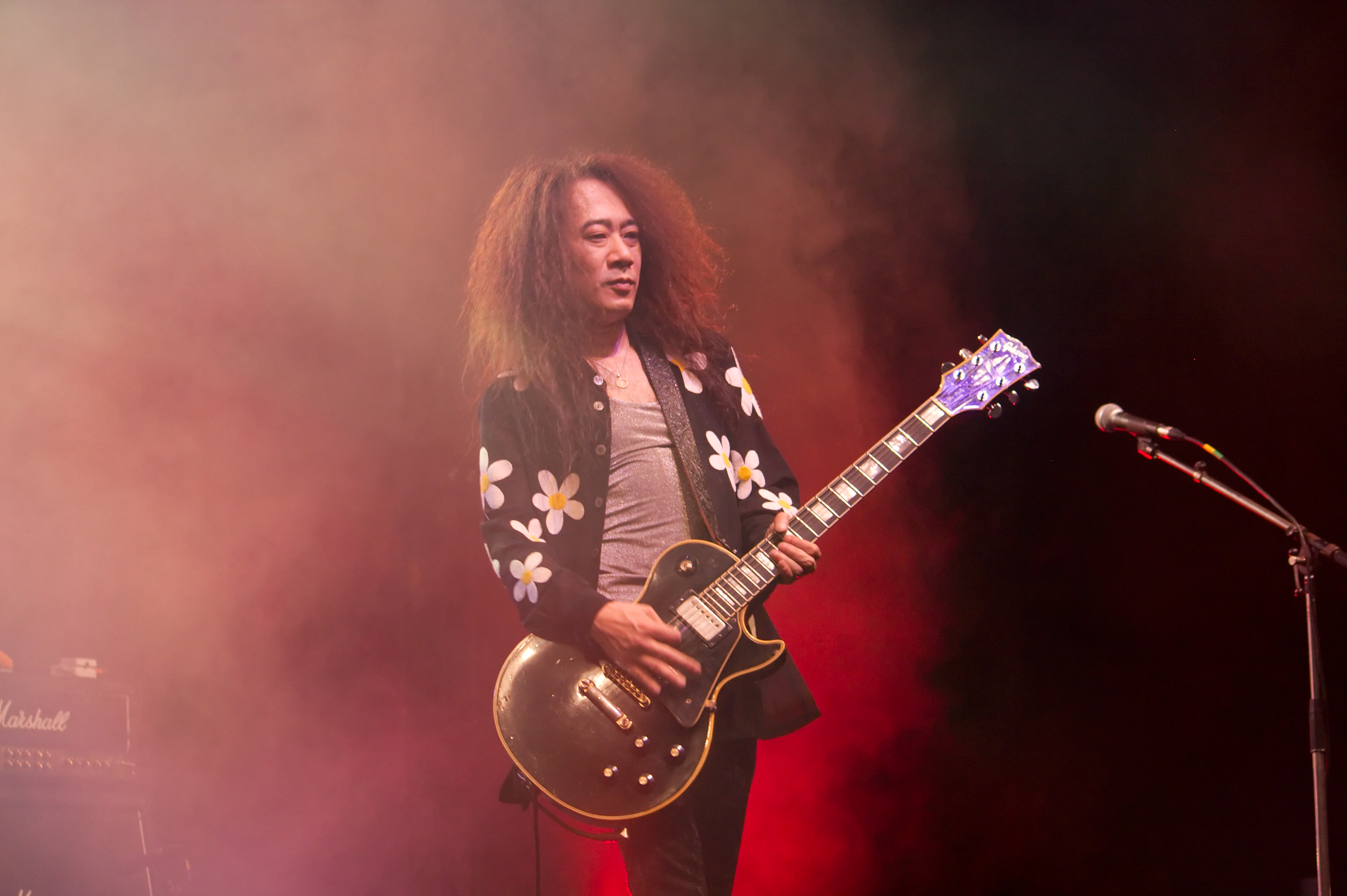
Pata com Ra:IN no Japan Expo em 2008

Em 1993, ainda no X Japan, Pata lançou seu primeiro álbum solo autointitulado, que contou com muitos músicos americanos veteranos, como Tommy Aldridge, Tim Bogert, Mike Porcaro e James Christian. Ele também tocou em uma série de shows para a carreira solo de Hide, seu colega guitarrista do X Japan, de 1994 a 1998. Um ano após a separação do X Japan, ele formou o PAF (que significa "Patent Applied For", em homenagem aos captadores de guitarra do PAF) com o cantor NoB. Em cerca de um ano eles lançaram: dois álbuns, um mini-álbum, um álbum ao vivo e dois singles. Para o álbum tributo ao Hide de 1999, Hide Tribute Spirits, Pata se juntou ao baixista do X Japan Heath e ao ex-percussionista/programador do Spread Beaver I.N.A para fazer um cover da música do X Japan "Celebration". Ele iria se reunir com eles novamente em 2000, quando formaram o Dope HEADz, acrescentando o vocalista Jo:Ya.
No mesmo ano formou a banda de rock instrumental Ra:IN (que significa "Rock and Inspiration"), com o baixista Michiaki e o baterista Tetsu (ele posteriormente já havia tocado com ele no PAF). Em 2007, após três álbuns, o ex-membro do Spread Beaver DIE se juntou ao Ra:IN como tecladista. Fazem diversas turnês até hoje, tendo realizado alguns shows no exterior, incluindo uma longa turnê europeia em 2009.
Em 2003, Pata deu suporte ao vivo para Miyavi em alguns de seus shows.

### 2007 – presente: reunião do X Japan

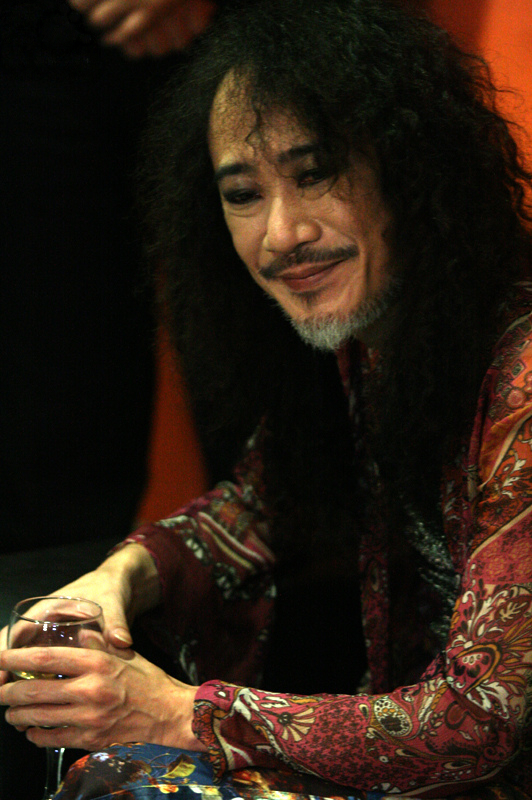
Pata em 2011 em São Paulo

De acordo com uma reportagem do jornal Sponichi, o vocalista do X Japan, Toshi, visitou o baterista Yoshiki em Los Angeles em novembro de 2006 para trabalhar em uma música como um tributo a Hide. Em março de 2007, Toshi anunciou em seu site que ele e Yoshiki haviam recentemente retomado o trabalho juntos, afirmando que um "novo projeto" começaria em breve. Rumores de uma reunião do X Japan subseqüentemente começaram, e em junho Yoshiki foi relatado como tendo expressado interesse em uma turnê e que ele estava conversando com Heath e Pata sobre sua participação. Em 22 de outubro de 2007, o X Japan anunciou sua reunião e lançou a música tema de Saw IV, I.V..
Em 2010, eles fizeram sua primeira turnê norte-americana de 25 de setembro a 10 de outubro. Sua primeira turnê mundial começou com quatro shows na Europa de 28 de junho a 4 de julho de 2011 e foi retomada de setembro a outubro com cinco shows na América do Sul e cinco na Ásia.
Em 22 de setembro de 2013, Pata apareceu em um show em memória de Hide, apresentado por Sexxx George (Ladies Room), se apresentando em uma banda especial com George, Eby (ex- Zi:Kill), Yoshihiko (heidi.) e Cutt. Para o álbum tributo Hide Tribute VII -Rock Spirits-, lançado em 18 de dezembro de 2013, Pata se reuniu com os membros do Spread Beaver Joe, I.N.A, Chirolyn e o vocalista do Dope HEADz Shame para gravar uma nova versão de "Pink Spider" sob o nome de The Pink Spiders.
Em 15 de janeiro de 2016, Pata foi levado às pressas para a unidade de terapia intensiva de um hospital de Tóquio. Ele foi diagnosticado com diverticulite de cólon e um coágulo de sangue grave em sua veia porta, mas em estado estável. Em junho, Yoshiki afirmou que Pata teve alta em março, mas teve que voltar para a cirurgia em agosto. Pata anunciou que teve alta em 10 de agosto. O X Japan acabou adiando o lançamento do álbum e o show em 12 de março de 2016 na Wembley Arena em Londres por um ano inteiro; sendo realizado em 4 de março de 2017.

## Equipamento

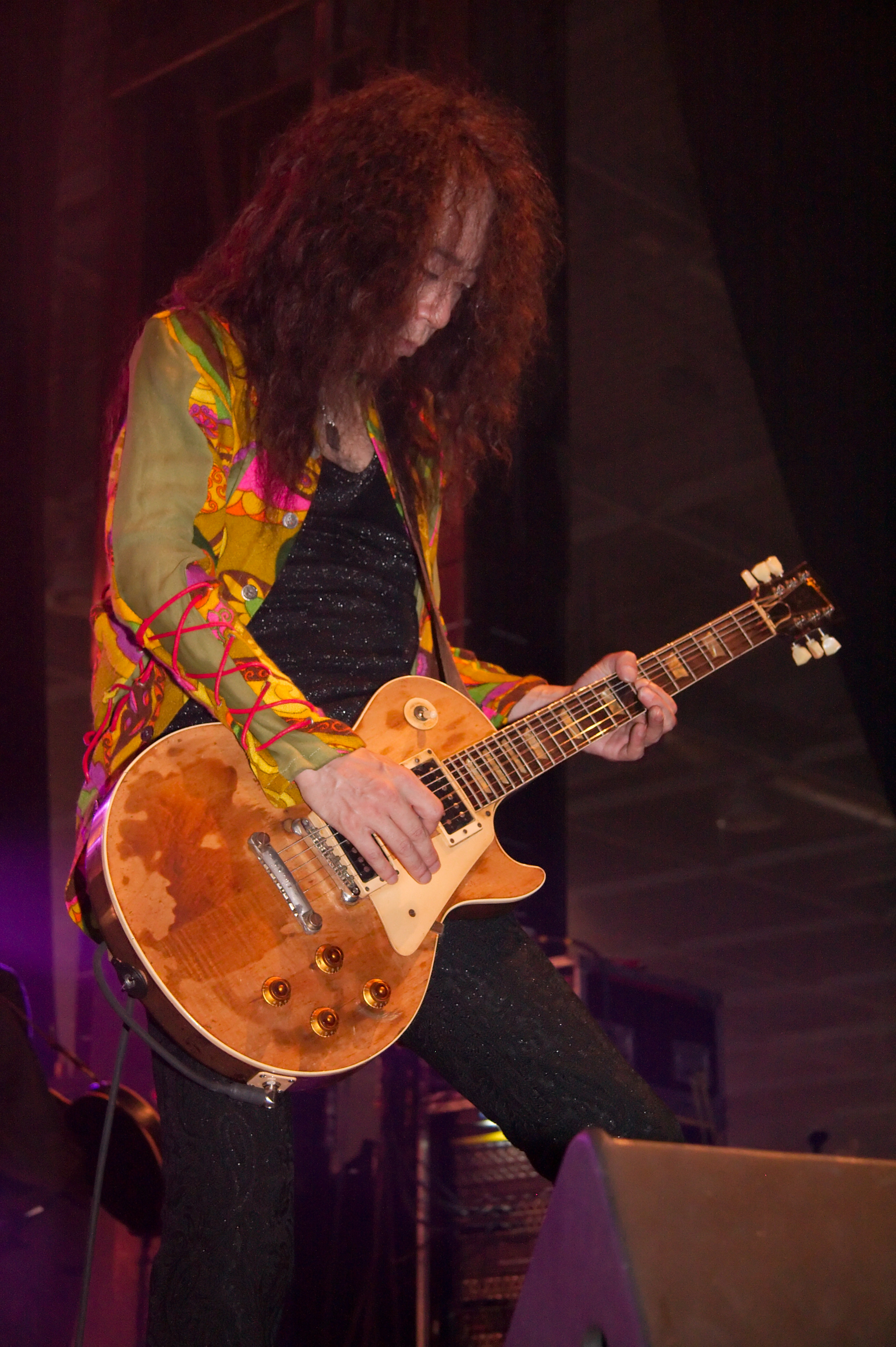
Pata tocando sua Les Paul de 1955, apelidada de "Hage", em 2009

Pata é conhecido como o único membro do X Japan que utiliza instrumentos americanos, quase sempre visto tocando uma Gibson Les Paul vintage; na maioria das vezes uma Les Paul Standard 1959 amarela, no passado. Mais recentemente, ele utiliza uma Les Paul goldtop de 1955 com madeira descascada, ganhando o apelido de "Hage" (ハゲ)  ou uma Les Paul Custom 1972 preta. Além de sua formação de Les Pauls, Pata às vezes utiliza uma guitarra de pescoço duplo Gibson EDS-1275 e no início de sua carreira, uma rara Gibson Explorer 1958 foi usada ocasionalmente. Ele possuía um modelo exclusivo baseado no Explorer com o fabricante japonês de réplicas da Gibson Burny, o EX-85P.

## Discografia

### Álbuns
- Pata (4 de novembro de 1993) (posição na Oricon Albums Chart: #11)[37]
- Raised on Rock (5 de julho de 1995) (posição na Oricon Albums Chart: #33)[37]

### Singles
- Fly Away (21 setembro de 1994)
- Shine on Me (21 de janeiro de 1995)

### com P.A.F.
- Patent Applied For (25 de março de 1998)
- PAF.#0002 (24 de fevereiro de 1999)

### com Dope HEADz
- Primitive Impulse (6 de junho de 2001)
- Planet of the Dope (24 de julho de 2002)

### com Ra:IN
- The Line (7 de novembro de 2003)
- Before the Siren (8 de março de 2006)
- Metal Box (9 de abril 2008)